# Usue Maitane Arconada
Usue Maitane Arconada (ur. 28 października 1998 w Buenos Aires) – amerykańska tenisistka, mistrzyni juniorskiego Wimbledonu 2016 w grze podwójnej dziewcząt, medalistka igrzysk panamerykańskich.

## Kariera tenisowa
W rozgrywkach zawodowych zadebiutowała w czerwcu 2013 roku, biorąc udział w turnieju rangi ITF w Hilton Head Island. Odpadła w pierwszej rundzie, przegrywając z Brooke Austin. Na swoim koncie ma wygranych pięć turniejów w grze pojedynczej i osiem w grze podwójnej rangi ITF.
W 2016 roku triumfowała w rozgrywkach deblowych dziewcząt podczas Wimbledonu, gdzie w parze z Claire Liu pokonały w finale Mariam Bolkwadze i Catherine McNally.
W 2015 roku otrzymała dziką kartę do udziału w kwalifikacjach do wielkoszlemowego US Open. W pierwszej rundzie trafiła na Maríę-Teresę Torró-Flor i przegrała 0:6, 5:7.

## Finały turniejów WTA 125
| Legenda                     | Legenda |
| --------------------------- | ------- |
| Wielki Szlem                |         |
| Igrzyska olimpijskie        |         |
| WTA Tour Championships      |         |
| 2009 – 2020                 |         |
| WTA Premier Mandatory       |         |
| WTA Premier 5               |         |
| WTA Premier                 |         |
| WTA International Series    |         |
| WTA 125K series (2012–2020) |         |
| od 2021                     |         |
| WTA 1000 (obowiązkowe)      |         |
| WTA 1000 (nieobowiązkowe)   |         |
| WTA 500                     |         |
| WTA 250                     |         |
| WTA 125                     |         |

### Gra pojedyncza 1 (0–1)
| Końcowy wynik | Nr | Data            | Turniej   | Nawierzchnia | Przeciwniczka | Wynik finału |
| ------------- | -- | --------------- | --------- | ------------ | ------------- | ------------ |
| Finalistka    | 1. | 8 września 2019 | New Haven | Twarda       | Anna Blinkowa | 4:6, 2:6     |

### Gra podwójna 2 (0–2)
| Końcowy wynik | Nr | Data            | Turniej   | Nawierzchnia | Partnerka      | Przeciwniczki                     | Wynik finału      |
| ------------- | -- | --------------- | --------- | ------------ | -------------- | --------------------------------- | ----------------- |
| Finalistka    | 1. | 7 września 2019 | New Haven | Twarda       | Jamie Loeb     | Anna Blinkowa Oksana Kalasznikowa | 2:6, 6:4, 4–10    |
| Finalistka    | 2. | 8 sierpnia 2021 | Concord   | Twarda       | Cristina Bucșa | Peangtarn Plipuech Jessy Rompies  | 6:3, 6:7(5), 8–10 |

## Wygrane turnieje rangi ITF
| turnieje z pulą nagród 100 000 $ (W100)  |
| turnieje z pulą nagród 80 000 $ (W80)    |
| turnieje z pulą nagród 60 000 $ (W75)    |
| turnieje z pulą nagród 40 000 $ (W50)    |
| turnieje z pulą nagród 25/30 000 $ (W35) |
| turnieje z pulą nagród 15 000 $ (W15)    |

### Gra pojedyncza
|    | Data       | Turniej       | ($)    | Naw.   | Finalistka       | Wynik         |
| 1. | 25/01/2015 | Saint-Martin  | 10 000 | twarda | Victoria Bosio   | 7:5. 3:6, 6:1 |
| 2. | 09/06/2019 | Bethany Beach | 25 000 | ziemna | Natasha Subhash  | 6:1, 6:1      |
| 3. | 23/06/2019 | Denver        | 25 000 | twarda | Alexa Glatch     | 6:4, 2:6, 6:3 |
| 4. | 14/07/2019 | Honolulu      | 60 000 | twarda | Nicole Gibbs     | 6:0, 6:2      |
| 5. | 03/10/2021 | Berkeley      | 60 000 | twarda | Marcela Zacarías | 6:1, 6:3      |

## Finały juniorskich turniejów wielkoszlemowych

### Gra podwójna (1)
| Końcowy wynik | Rok  | Turniej   | Nawierzchnia | Partnerka  | Przeciwniczki                      | Wynik finału |
| Zwyciężczyni  | 2016 | Wimbledon | Trawiasta    | Claire Liu | Mariam Bolkwadze Catherine McNally | 6:2, 6:3     |